# Яан Хейн
Яан Гейн (ест. Jaan Hein; 10 березня 1961, Таллінн) — естонський дипломат. Надзвичайний та Повноважний посол Естонії в Україні (від вересня 2006 до 2011).

## Біографія
Народився 10 березня 1961 у Таллінні в родині військового.
У 1985 р. закінчив Ленінградський державний університет, факультет філософії; в 1991 р. — Інститут історії Європи (Майнц, Німеччина), у 1994 р. — Інститут міжнародних відносин (Женева, Швейцарія), Інститут Гувера при Стенфордському університеті (Каліфорнія, США).
Викладав в Талліннському технічному університеті.
У 2003-2006 — Радник, директор Бюро Східної Європи і Центральної Азії МЗС Естонії.
У 2000-2003 — Тимчасовий повірений посольства Естонії в Чехії. Раніше — радник відділу планування політики МЗС Естонії, радник з питань оборони і політики посольства Естонії в Москві, директор Бюро Центральної та Східної Європи МЗС Естонії.

## Родина
Одружений (дружина — українка).